# 杨源乡
杨源乡，是中华人民共和国福建省南平市政和县下辖的一个乡镇级行政单位。

## 行政区划
杨源乡下辖以下地区：
杨源村、桃洋村、上庄村、翠溪村、大溪村、富坂村、茶林村、禾洋村、岭头村、筠竹坑村、王大厝村、楼下村、坂头村、洞宫村和西岩村。

## 非物质文化遗产
2006年，杨源四平戏入选第一批国家级非物质文化遗产名录。